# 斑竹姑娘
『斑竹姑娘』（はんちくこじょう/パヌチウクーニャン）とは中華人民共和国四川省のアバ・チベット族に伝わる物語。

## 概説
田海燕が自身の編著である『金玉鳳凰』という民話集に収録して初めて公表した物語で、田によると四川省のアバ・チベット族に伝わる民話を1954年に採集したものという。粗筋が日本の昔話である『竹取物語』に酷似しているためにその原話と目されて注目を集めたが、現伝『竹取物語』（平安時代における改編を蒙っている）に似過ぎている点に疑いがあり、また類話を含めて分布が一切認められない点、採集者の民話には忠実な採録より創作性が顕著である点から、原話ではなく逆に田が『竹取物語』を翻案したものと見られている。

## あらすじ
金沙江のほとりに母親と二人で小さな竹藪を世話するランパという少年がいた。
この地の領主は大変強欲で、村人が育てている竹を二束三文の値段で無理やり買いたたいて、下流で高値で売ることで大儲けしていた。ランパ母子が大事に育てている竹も大きく育てば領主に奪われることになり、母子が泣いていると、涙がかかった竹は美しい斑のある竹になり背が伸びなくなった。
しかし、領主の部下が竹を切って回る日が訪れ、思い余ったランパは竹を切って川に投げ込んだ。領主の部下が去った後、竹を拾うと中から泣き声がする。割ってみると、小さな女の子が出てきて、たちまちランパと同じ年頃の美しい少女になった。ランパ母子は少女を天女だと思い、三人で仲良く暮らした。
しかし、美しい少女のうわさはたちまち広がり、次々に求婚者が現れて、ランパと少女を引き離そうとする。少女はそうした求婚者に次々難題を与えた。
ものぐさな領主の息子は、ビルマの辺境で屈強な兵士が守る突いても壊れない黄金の鐘を持ってくるよう要求される。領主の息子は盗んだぼろ鐘に金箔を貼ってごまかすが、少女が錐で突くと金箔がはげてしまう。
金持ち商人の息子は、通天河の打っても壊れない玉の木を要求される。商人の息子は北方へ出向いて腕利きの漢人の職人達に玉の枝を偽造させるが、料金を払わなかったためもう少しで少女を騙せるところで職人に捕まってしまう。
役人の息子は、燃えない火鼠の皮衣を要求される。あちこち探し歩いてそれらしいものを発見するが、あっさりと燃えてしまう。
臆病者でほら吹きのお坊ちゃんは、海竜の額にある分水珠を要求される。家来に命じて取りに行かせるが、みな金品を貰って逃亡してしまう。会う人ごとに珠を手に入れると自慢していたため引っ込みがつかず、自ら海に出るが、嵐に会い南海の孤島に遭難してしまう。
高慢なお坊ちゃんは、燕の産む黄金の卵を要求される。家来を引き連れてあちこちの燕の巣を荒らすため、見かねた人に山の上の高い建物に金の卵があると嘘を吹き込まれる。大綱を結んだ桶に乗って卵を取ろうとするが、親燕に阻止される。腹立ち紛れに燕を打ち殺そうとしたため桶に足を引っ掛けて地面に落ちてしまう。
こうして求婚者たちをあきらめさせて、ランパと少女は無事に結ばれて徐々に暮らし向きも良くなり、ランパの母ともども幸福な生活を送った。

## 日本における収録作品
- 君島久子訳『チベットのものいう鳥』（岩波書店、1977年） - 『金玉鳳凰』の日本語訳。「斑竹姑娘」は「竹娘」と改題されてほぼ全文訳が収録されている。
- 君島久子訳『たけむすめ 中国の昔話』（世界のメルヘン絵本30、小学館、1981年） - 挿絵を手掛けた丸木俊は、少女が筍から生まれたという表現にしている。
- 雨海博洋訳注『現代語訳対照 竹取物語』（光文社、1985年） ― 参考資料として収録。

## その他の関連文献
- 益田勝実「「斑竹姑娘」の性格−『竹取物語』とのかかわりで」（『法政大学文学部紀要』33、1987年）
- 奥津春雄「斑竹姑娘と竹取物語」（『竹取物語の研究 － 達成と変容』（翰林書房、2000年 ISBN 9784877370978）の第六章）
- 原田実『トンデモ日本史の真相　と学会的偽史学講義』（文芸社、2007年、ISBN 978-4-286-02751-7）109-112頁